# Psychiatry: An Industry of Death

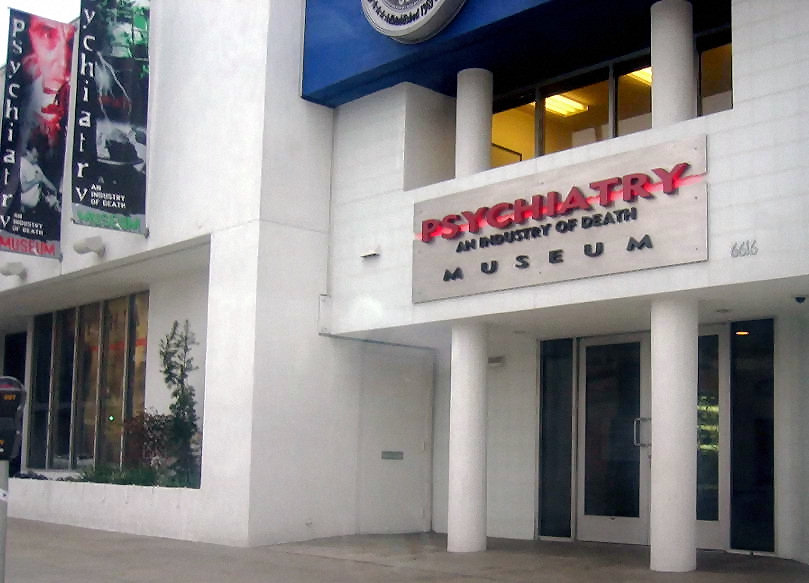
Eingang

Psychiatry: An Industry of Death ist eine psychiatriekritische Dauerausstellung am 6616 Sunset Boulevard, Los Angeles, die von der Trägerorganisation als „Museum“ deklariert wird.
Träger ist die Organisation Citizens Commission on Human Rights (CCHR), die wiederum 1969 von der Scientology-Kirche und dem Psychiater Thomas Szasz gegründet wurde. Organisationell ist die CCHR mit der internationalen Scientology-Organisation eng verflochten. Von deren Kritikern wird sie daher auch als „Tarnorganisation“ Scientologys bezeichnet. Der Scientology-Gründer L. Ron Hubbard (1911–1986) hoffte stets, er könne mit seiner seit 1950 vorgestellten Dianetik die Psychiatrie ersetzen. Experten widersprechen jedoch seinen diesbezüglichen Ansichten. Die Dianetik hat bis zum heutigen Zeitpunkt noch keine wissenschaftlichen Anhaltspunkte zur Effektivität ihrer Methoden geliefert.

## Museum in Los Angeles
Bei der Eröffnung der Ausstellung am 17. Dezember 2005 waren unter anderem Lisa Marie Presley, Priscilla Presley, Danny Masterson, Jenna Elfman und Catherine Bell zugegen.
In der Ausstellung wird Psychiatern die Schuld an den 9/11-Attentaten, Rassismus, Schulschießereien und vielem mehr gegeben.

## Filmtitel
2006 veröffentlichte die CCHR auch einen 108-minütigen Film mit dem Titel Psychiatry: An Industry of Death, in dem viele Personen zu Wort kommen, darunter: Walter Afield, George W. Albee, Garland Allen, R. Christopher Barden, Lewis Bass, Michael Berenbaum, Mary Ann Block, Samuel Blumenfeld, Arthur Caplan, Paula Caplan, Beth Clay, Ty Colbert, Dennis Cowan, Moira Dolan, Beverly Eakman, Jan Eastgate, Marla Filidei, John Friedberg, William Glasser, Margaret Hagen, Raymond Haynes, Lawrence Hooper, Earl Ofari Hutchinson, Grace Jackson, Herb Kutchins, Ron Leifer, Otan Logi, Hamilton D. Moore, Sonja Muhammed, Jim Nicholls, Gary Null, Kelly O’Meara, Ron Paul, Tony Platt, Henry Powell, Lawrence Priddy, Richelle Rose, Colin A. Ross, Gayle Ruzicka, Jeffrey Schaler, Skip Simpson, Kathleen Slattery-Moschkau, David Cole, Joanne Suder, Thomas Szasz, Julian Whitaker, Robert Whitaker, Ken Whitman und Bruce Wiseman.

## Verwendung als Ausstellungstitel
Im Sommer 2015 wurde in Clearwater, Florida, ein weiteres Museum unter diesem Namen eröffnet.
Die Wanderausstellungen kamen unter anderem 2013 nach Berlin., 2013 nach Tel Aviv-Jaffa., 2016 nach London.